# قطعنامه ۲۰۳۶ شورای امنیت
قطعنامه  ۲۰۳۶ شورای امنیت سازمان ملل متحد که در تاریخ ۲۲ فوریه ۲۰۱۲ تصویب شد، سندی بین‌المللی دربارهٔ بررسی وضعیت در سومالی است. این قطعنامه طی نشست ۶۷۱۸ام با ۰ رای موافق، ۰ مخالف و ۰ ممتنع تصویب شد.